# Gołąbek agrestowy

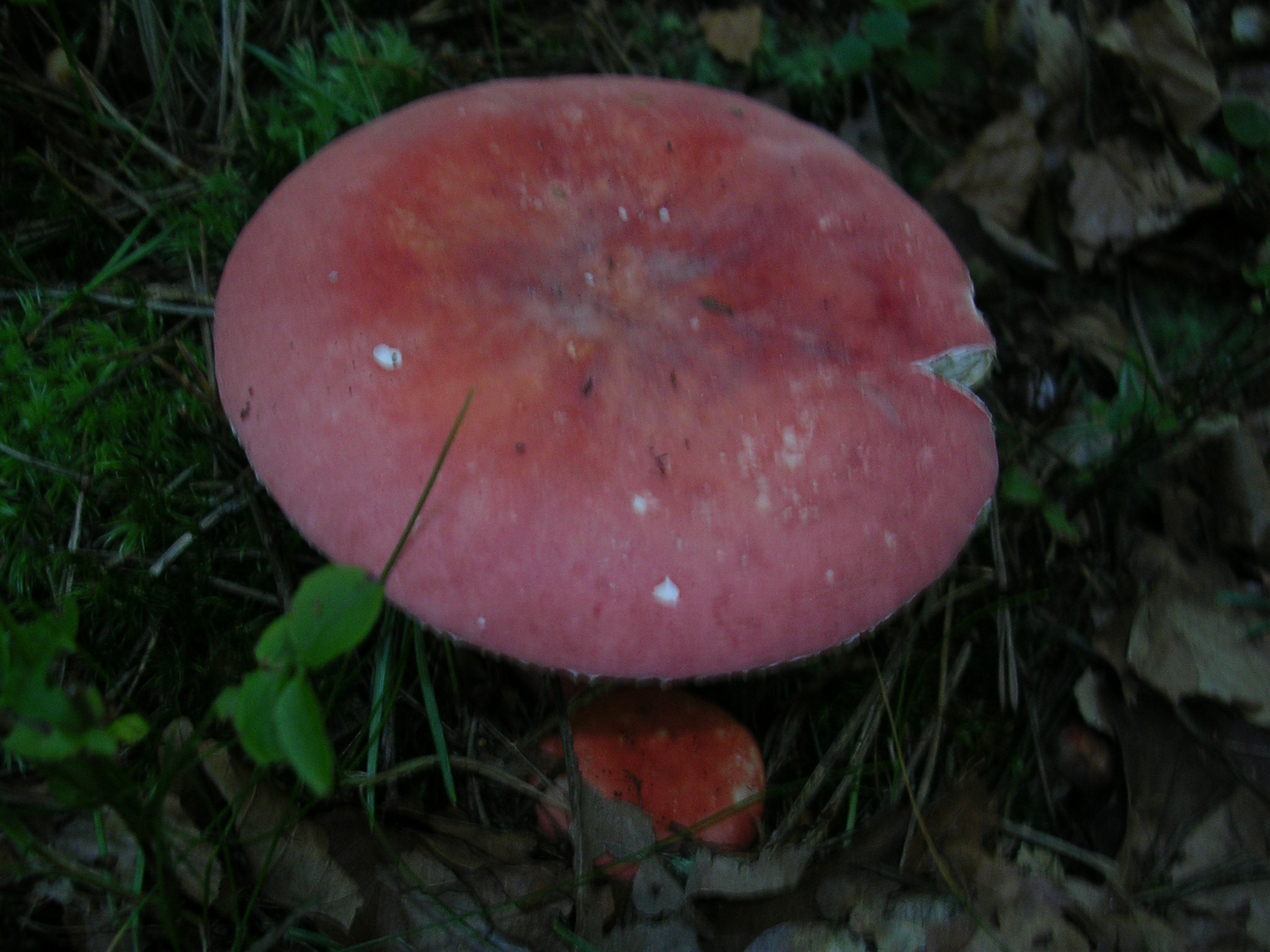

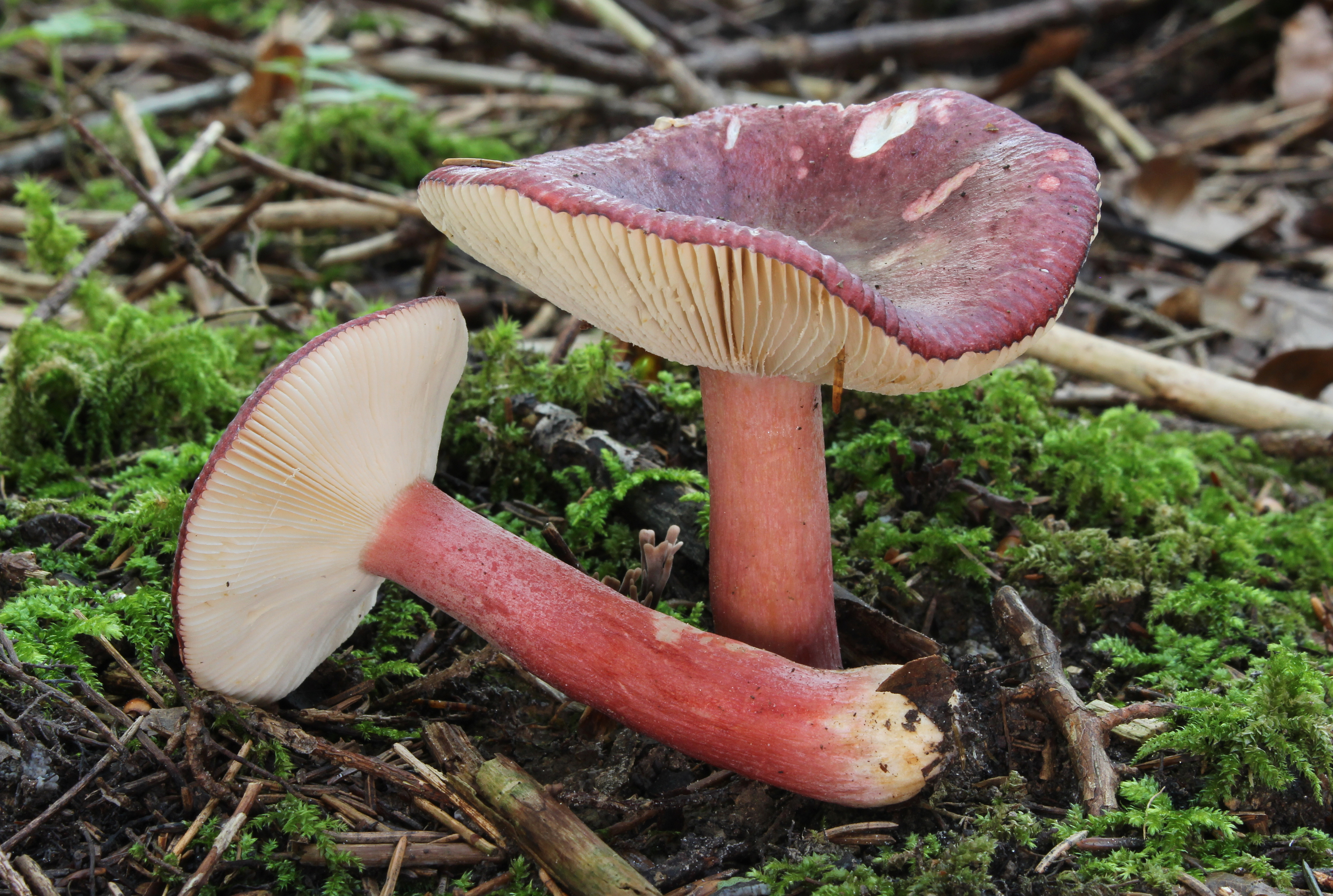

Gołąbek agrestowy (Russula queletii Fr.) – gatunek grzybów należący do rodziny gołąbkowatych (Russulaceae).

## Systematyka i nazewnictwo
Pozycja w klasyfikacji według Index Fungorum: Russula, Russulaceae, Russulales, Incertae sedis, Agaricomycetes, Agaricomycotina, Basidiomycota, Fungi.
Niektóre synonimy:
- Russula drimeia var. queletii Rea 1922
- Russula sardonia f. queletii Singer 1923

Polską nazwę podał Władysław Wojewoda w 2003 r., Alina Skirgiełło w 1991 r. opisała ten gatunek pod nazwą gołąbek Queleta (nazwa Queleta została nadana ku czci francuskiego mykologa Luciena Quéleta).

## Morfologia
Kapelusz
Średnica 8–10 cm, początkowo wypukły, później półkulisty, w końcu rozpostarty i wklęsły na środku. Jest czasami falisty, a nawet karbowany. Brzeg niezbyt ostry, u starszych okazów tępy. Powierzchnia podczas wilgotnej pogody gładka, błyszcząca i lepka, podczas suchej matowa. Ma barwę ciemnoczerwoną, purpurowofioletową, brązowopurpurową lub winnoczerwoną. U starszych okazów, lub podczas wilgotnej pogody barwy te blakną, pozostają jednak barwne plamy. Podczas deszczów kapelusz, zwłaszcza przy brzegu odbarwia się i przyjmuje barwę białoszarą, nawet z zielonkawym odcieniem. Skórkę można oddzielić co najwyżej do połowy kapelusza.
Blaszki
U młodych owocników gęste, u starszych mniej. Są cienkie i dość wąskie, przy brzegu kapelusza rozszerzone. Najpierw białawe, później kremowe, ale bez cytrynowego odcienia. Międzyblaszki nieliczne.
Trzon
Wysokość 2-5 (8) cm, grubość 0,5-2 (2,5) cm, kształt walcowaty, często jednak zwężony u podstawy i na szczycie. Jest pełny, u starszych okazów watowaty, kruchy i łamliwy. Powierzchnia gładka, nieco mączysta, różowoliliowa lub jasnokarminowa, czasami z brudnowinnymi wybarwieniami. U starszych owocników barwy blakną i trzon staje się kremowy.
Miąższ
Dość jędrny i ścisły, z czasem staje się miękki i łamliwy. Jest biały, tylko pod skórką kapelusza i trzonu czerwonawy. Nie zmienia barwy po uszkodzeniu. Zapach słaby, smak gorzki i piekący, trwały
Cechy mikroskopowe
Wysyp zarodników kremowy. Zarodniki szeroko elipsoidalne o rozmiarach 8–10 × 7–9 μm. Powierzchnia pokryta dość licznymi i ostrymi kolcami, między którymi występują gdzieniegdzie łączniki. Podstawki o rozmiarach 50–60 × 10–15 μm. Cystydy wrzecionowate o rozmiarach 40–80× 6–15 μm. Posiadają dość długi kończyk. W skórce owocnika liczne przewody mleczne.
Gatunki podobne
- jadalny gołąbek przydrożny (Russula sardonia), ten jednak ma cytrynowe blaszki, a zarodniki siateczkowate[4].
- gołąbek poduchowaty (Russula torulosa), który również ma ostry smak i występuje pod sosnami, ale jest ciepło- i wapniolubny[5].
- gołąbek krwisty (Russula sanguinea), również ma czerwony kapelusz i trzon, ale jaśniejsze, bez odcienia purpurowego.

## Występowanie i siedlisko
Gołąbek agrestowy występuje w Europie i Ameryce Północnej. W Polsce jego rozprzestrzenienie nie jest dokładnie zbadane, notowany jest jednak na wielu siedliskach.
Grzyb mykoryzowy. Rośnie na ziemi w lasach iglastych, zwłaszcza na glebach bogatych w wapień. Najczęściej spotykany jest w górskich lasach świerkowych, rzadziej na nizinach i na kwaśnej glebie. Pojawia się od lata do jesieni.

## Znaczenie
Jest niejadalny ze względu na zbyt ostry smak, prawdopodobnie jest nawet trujący. W Meksyku jednak uważany jest za grzyb jadalny.